# Chang và Eng Bunker

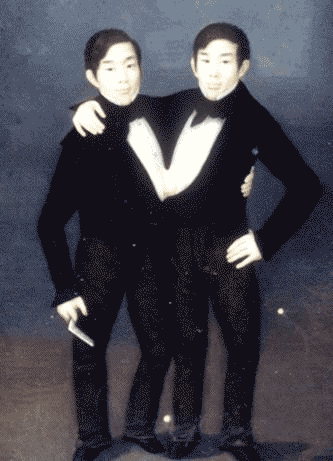
Là bức vẽ của Chang (bên phải) và Eng Bunker (bên trái), vào khoảng 1836

Chang Bunker và Eng Bunker (ngày 11 tháng 5 năm 1811 – ngày 17 tháng 2 năm 1874) là cặp sinh đôi dính liền hai anh em đã được người đời còn gọi là "anh em sinh đôi người Xiêm" vì họ sinh ra ở Xiêm.

## Cuộc đời

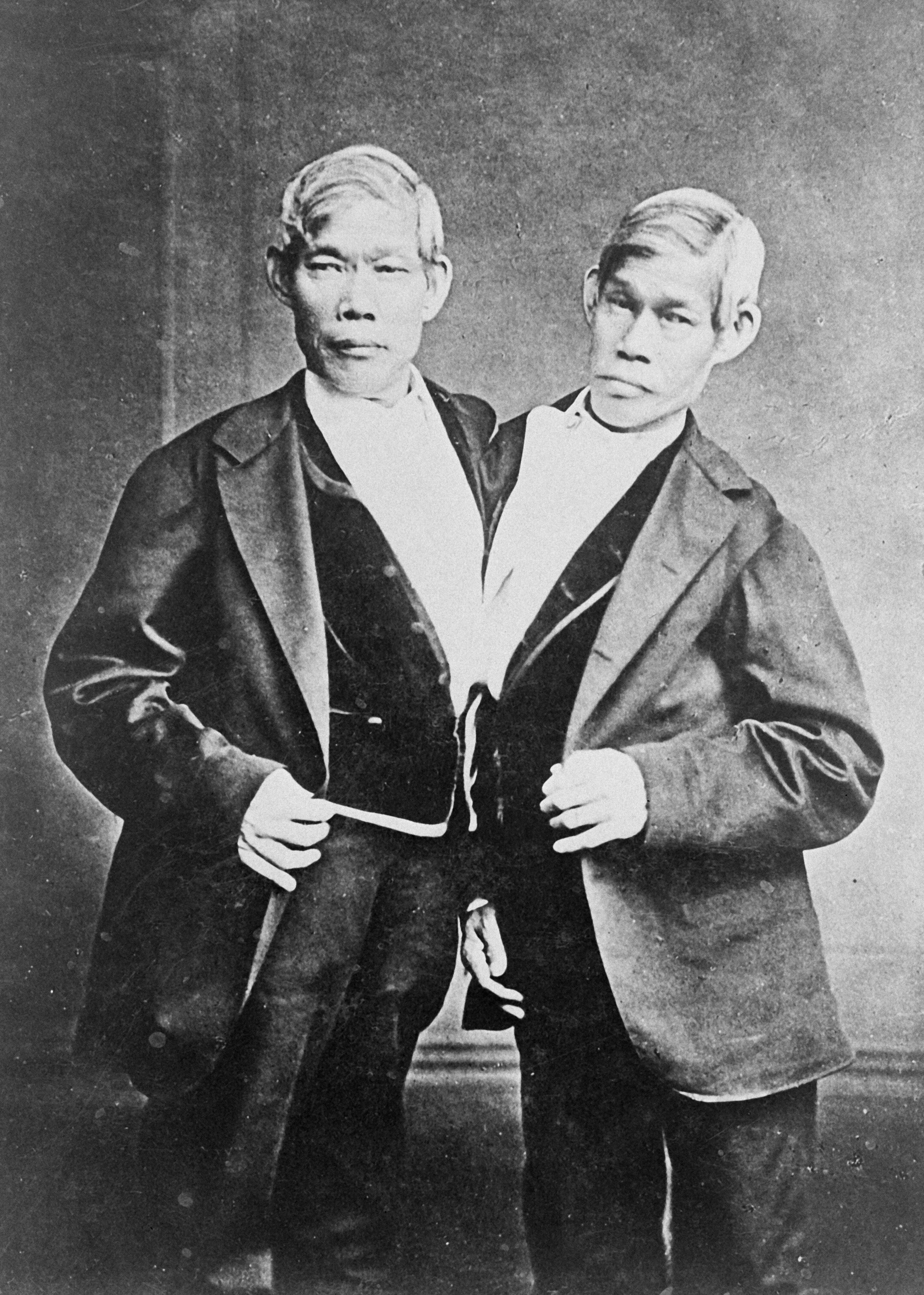
anh em Bunkers trong những năm sau đó

Anh em Chang và Eng sinh ngày 11 tháng 5 năm 1811 ở Xiêm (nay là Thái Lan), thuộc tỉnh Samutsongkram, là con của một người làm nghề đánh cá và một phụ nữ có tên Nok (tiếng Thái: นาก [Nak]). Chang và Eng bị dính nhau ở phần sụn xương ức. Tuy gan của họ dính với nhau nhưng hoàn chỉnh một cách độc lập. Y học thế kỷ 19 không đủ phương tiện để mổ tách họ. Nhưng hiện nay với kỹ thuật hiện đại việc phẫu thuật tách họ là rất dễ dàng. Năm 1829, khi họ đang sinh sống ở Xiêm, một nhà buôn người Anh, Robert Hunter, tình cờ phát hiện ra họ. Ông đã đưa họ đi biểu diễn vòng quanh thế giới thu hút sự tò mò của dân chúng. Sau khi hợp đồng với Robert Hunter hết hạn, họ đã ra kinh doanh riêng và gặt hái thành công. Năm 1839, trong khi thăm viếng Wilkesboro, Bắc Carolina, họ đã bị cuốn hút bởi thành phố này và quyết định ở lại sinh sống tại đây, và dần trở thành công dân Hoa Kỳ.
Quyết tâm bắt đầu một cuộc sống bình thường nhất có thể, họ định cư ở một đồn điền, mua nô lệ, và đổi tên thành "Bunker". Vào ngày 13 tháng 4 năm 1843, họ cưới hai chị em: Chang cưới Adelaide Yates và Eng cưới Sarah Anne Yates. Chang và vợ có 10 người con; vợ chồng Eng có 11 người con. Nhưng theo thời gian hai chị em đã có những tranh cãi. và cuối cùng hai căn nhà được xây dựng ở phía tây của núi Airy, Bắc Carolina trong khu vực của White plains – họ sẽ luân phiên sống ở mỗi nhà khoảng ba ngày một tuần. Trong thời kỳ Nội chiến Hoa Kỳ, con trai của Chang là Christopher và con trai của Eng là Stephen đều chiến đấu cho Liên minh miền Nam Hoa Kỳ. Chang và Eng mất một phần tài sản do chiến tranh, và đã rất cay đắng khi họ tố cáo chính phủ về việc này. Sau khi chiến tranh kết thúc, họ một lần nữa quyết định đi biểu diễn, nhưng lần nay không được thành công lắm. Họ luôn giữ phong cách nhất quán và công bằng trong đối xử, và được nhiều sự quý mến của những người hàng xóm. Cả hai qua đời cùng một ngày vào tháng 1 năm 1874. Chang bị viêm phổi, đột tử trong khi đang ngủ. Eng tỉnh dậy và thấy người anh em mình đã chết, ông gọi vợ con của Chang đến. Một người bác sĩ được gọi đến để làm một cuộc phẫu thuật tách khẩn cấp, nhưng Eng từ chối tách rời khỏi người anh em đã chết của mình. Eng chết ba giờ sau đó.

## Gia phả

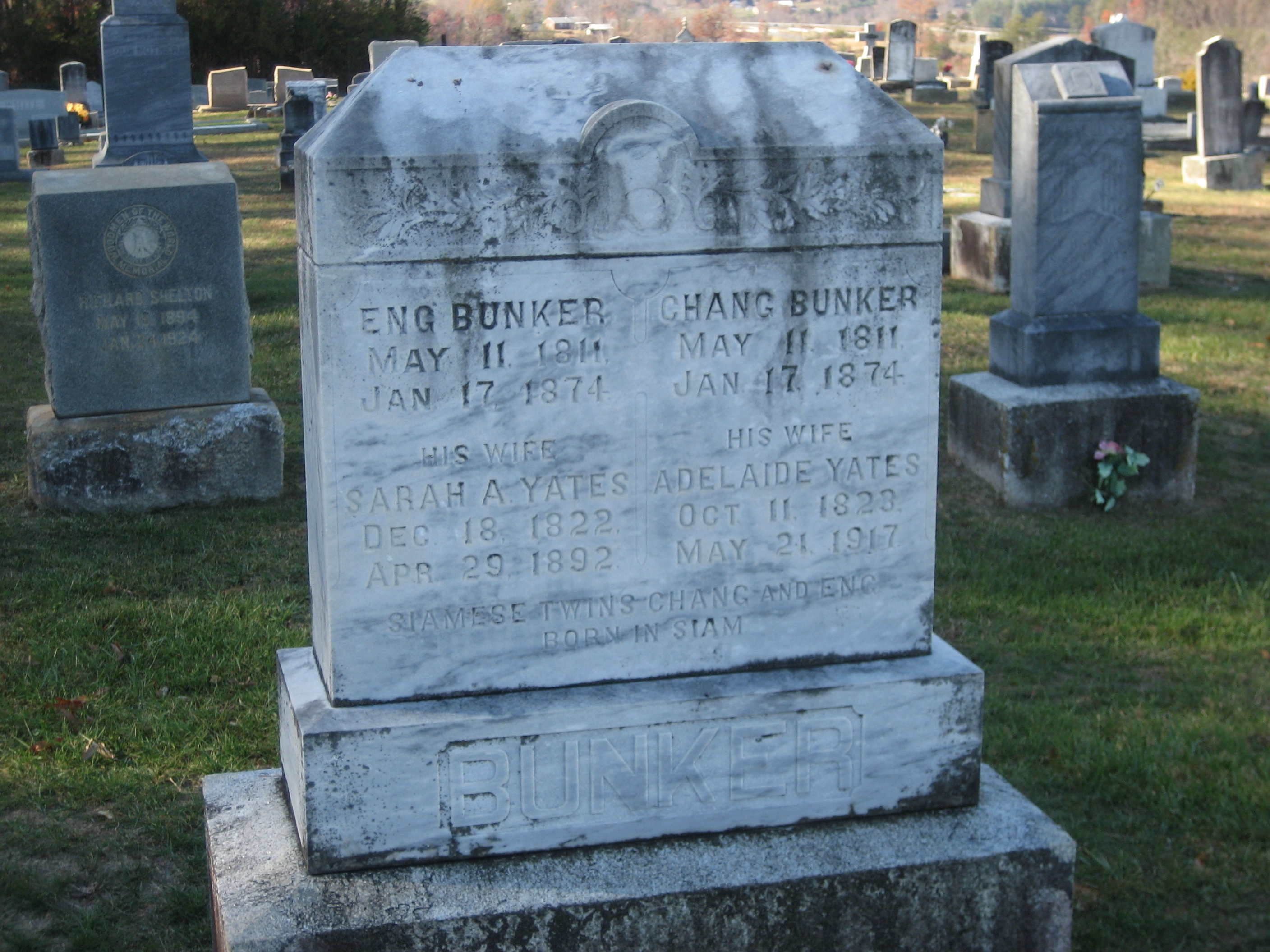
Ngôi mộ của Eng và Chang Bunker gần Mt. Airy, North Carolina

Gan bị dính liền của cặp sinh đôi được bảo quản và được triển lãm tại viện bảo tàng Mütter trong Philadelphia, Pennsylvania. Nhiều tài liệu về cặp sinh đôi, bao gồm một số về đồ tạo tác riêng tư và cuộc phiêu lưu của họ, được trưng bày ở phòng trừng bày đại học North Carolina trong Wilson Library thuộc đại học North Carolina tại Chapel Hill. Nó bao gồm cả bức tranh màu nước của Chang và Eng từ năm 1836.
Một câu truyện ngắn sinh đôi Siamese bởi Mark Twain dựa trên anh em Bunker. Vào năm 1996, đài BBC có trình chiếu chường trình 90 phút về cuộc đời và cái chết của anh em bunker. Nhà tác giả là Tony Coult và đạo diễn Andy Jordan. Chương trình được trình chiếu vào ngày 17 tháng 6, với Bert Kwouk và Ozzy Youe vào vai anh em bunker. Một bản nhạc Singapore dựa vào cuộc đời của cặp sinh đôi, Chang & Eng được chỉ đạo bởi Ekachai Uekrongtham và được viết bởi Ming Wong với phần nhạc bởi Ken Low. Buổi biểu diễn đầu tiên của bộ phim Chang & Eng vào năm 1997 và đã được biểu diễn khác châu Á, ngôi sao điện ảnh Robin Goh vào vai Chang Bunker và Sing Seng Kwang vào vai Eng Bunker và Selena Tan vào vai mẹ họ, Nok. Sau đó là ngôi sao điện ảnh Edmund Toh vào vai Chang Bunker và RJ Rosales vào vai Eng Bunker. Cuốn tiểu thuyết Chang và Eng, dựa trên cuộc đời của họ, bởi tác giả Darin Strauss được trao giải bán chạy nhất và nhiều phần thưởng khác. Bản quyền dựa trên cuốn tiểu thuyết được đội làm phim Gary Oldman và Douglas Urbanski mua. Oldman hiện giờ là kịch bản phim và là đạo diễn.
Đại tướng Không quân Hoa Kỳ Caleb V. Haynes là cháu ngoại của Chang Bunker, mẹ của ông là Margaret Elizabeth "Lizzie" Bunker. Con trai của Haynes, Vance Haynes, nhận bằng tiến sĩ trong ngành khảo cổ học, người sáng lập khu khảo cổ tại Sandia Cave để xác nhận lịch sử thời gian của con người di dân đến Bắc Châu Mĩ, và ông cũng là giáo sư tại một số trường đại học.

## Dòng dõi
Chang và Eng Bunker có tổng cộng 21 đứa con và con cháu, bao gồm cả một số đứa con sinh đôi bình thường. Dòng dõi họ đến bây giờ đã hơn 1,500 người. Rất nhiều dòng dõi của họ đến bây giờ vẫn ở Mount Airy và các vùng lân cận. Các dòng dõi của hai anh em sinh đôi dính liền này vẫn còn giữ liên lạc và sum họp khi có thể. Khoảng 200 dòng dõi của họ đã tụ họp tại Mount Airy  vào tháng 7 năm 2011 để kỷ niệm 200 năm ngày sinh của cặp sinh đôi dính liền này. Đó là lần tụ hợp lần thứ 22.
Dòng dõi nổi tiếng của cặp sinh đôi bao gồm thiếu tướng Caleb V. Haynes của Đội Không Quân Hoa Kỳ. Ông là cháu ngoại của Chang Bunker và là con của Margaret Elizabeth "Lizzie" Bunker. Margaret là con gái của Chang Bunker. Con của thiếu tướng Haynes, Vance Haynes, được bằng tiến sĩ khoa học Trái Đất. Vance Haynes đã tạo ra nền móng ở Hang Sandia để tìm ra thời biểu cột mốc thời gian của sự di dân đến Bắc Mỹ. Ông còn là giáo sư của một số trường đại học. Alex Sink, cựu tổng sĩ quan tài chính của Florida, là cháu cố của Chang Bunker, và là ứng cử viên thống đốc của đảng Dân Chủ.
Cháu ngoại của Eng qua người con gái,Rosella, – George F Ashby – từng là chủ tịch của Liên minh Đường sắt Thái Bình vào những năm của thập kỷ 1940.